# The Prestige
The Prestige este un roman horror-fantastic din 1995 scris de autorul britanic Christopher Priest. În 1996 romanul a primit premiul James Tait Black Memorial. În 2006 romanul a fost ecranizat de Christopher Nolan.

## Rezumat
Romanul descrie povestea a doi magicieni din secolul al XIX-lea, Rupert Angier și Alfred Borden. Jurnalele acestora sunt citite de strănepoții lor, Kate Angier și Andrew Westley (născut Nicholas Borden), care se întâlnesc în zilele noastre, cele două relatări de jurnal fiind intercalate cu evenimente din povestea lui Kate și Andrew de-a lungul romanului. Andrew a fost adoptat în copilărie, iar acum lucrează ca jurnalist și se confruntă cu traume din trecut. La fel și Kate este frământată de un eveniment traumatizant petrecut pe când avea cinci ani, când a asistat la uciderea un băiețel de către tatăl ei. Acesta este motivul pentru care ea îl caută pe Andrew, despre care crede că ar fi fratele geamăn al băiatului ucis. Pe măsură ce sunt citite jurnalele, reiese adevărul despre ceea ce s-a întâmplat cu acel băiat.
Principala temă a romanului o reprezintă disputa dintre cei doi magicieni începută încă din tinerețe, când Borden demască un truc făcut de Angier și soția sa însărcinată, Julia, după ce prezentaseră acest număr de față cu o rudă de-a lui Borden. După ce descoperă că e o iluzie, Borden este furios, se ceartă violent cu Angier, iar Julia este lovită în altercația lor și pierde sarcina. Din acel moment, cei doi magicieni devin dușmani, cu implicații ce vor afecta generațiile viitoare, inclusiv pe Kate și Andrew.

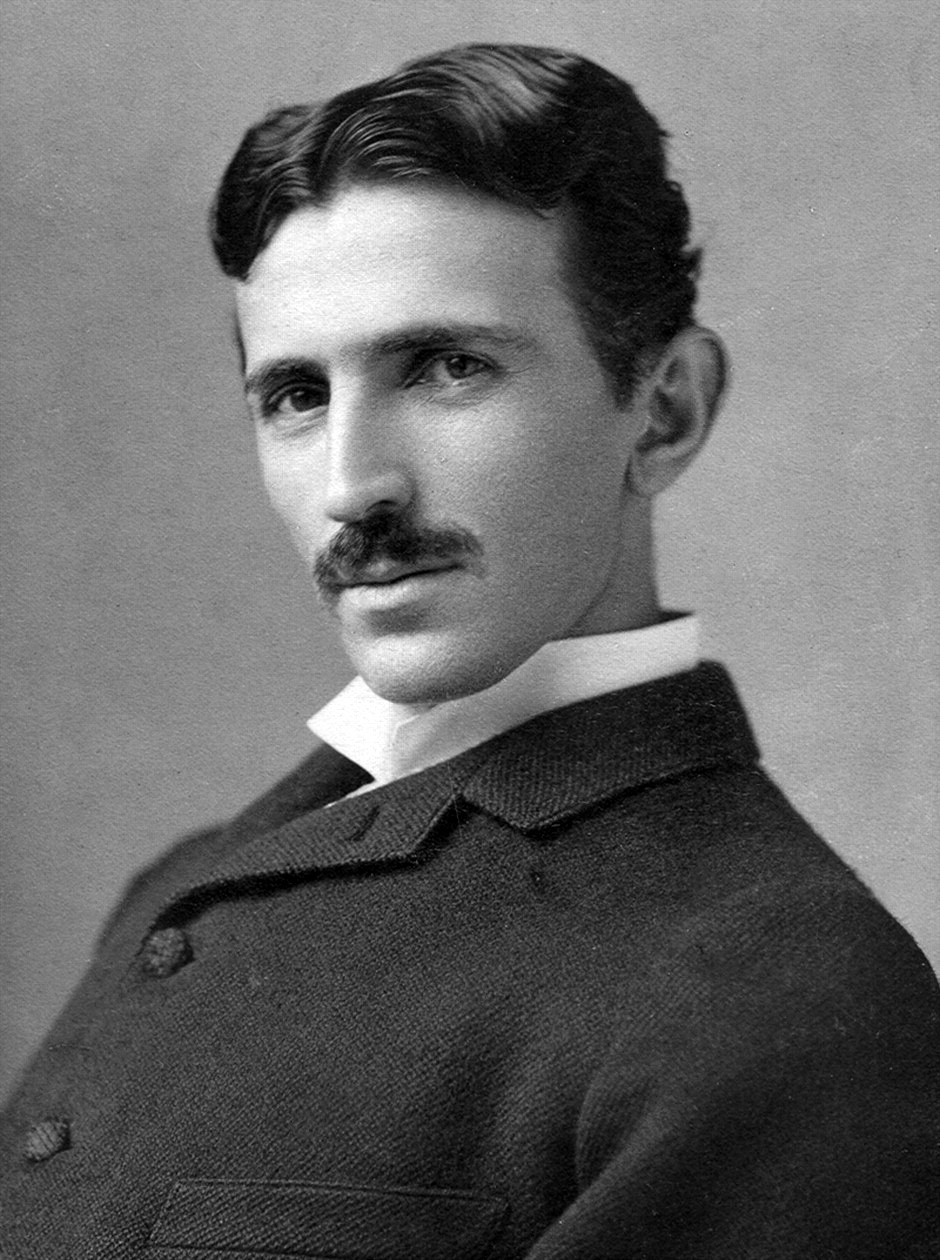
Nikola Tesla apare ca personaj în carte

Borden reușește să pună în scenă un număr de teleportare, numit „Omul transportat”, iar ulterior creează o versiune perfecționată, „Noul om transportat”, în care el dispare dintr-o cutie încuiată și apare în alta într-o fracțiune de secundă, fără să îl vadă nimeni. Este un număr de magie care pare să sfideze legile fizicii și depășește orice alt truc de până atunci. Până la urmă, cititorul află că Alfred Borden nu este un singur om, ci doi gemeni identici, Alfred și Frederick, care se dau drept unul singur, Alfred Borden, pentru a reuși „Noul om transportat”. Deși Angier bănuiește că Borden ar avea o dublură, renunță la idee întrucât i se pare mult prea simplu.
Între timp, Angier a inventat un număr propriu de magie și și-a părăsit soția pentru asistenta sa de scenă, Olivia. Disperat să afle cum reușește Borden, Angier o trimite pe Olivia să îl spioneze, însă ea se îndrăgostește de Borden și pun la cale împreună să îl trimită pe Angier aiurea în lume, făcându-l să creadă că trucul se datorează tehnologiei faimosului inventator Nikola Tesla. La rugămintea lui Angier, Tesla îi construiește un aparat, pe care Angier îl va folosi pentru un număr numit „Într-o clipă”. Dispozitivul lui Tesla teleportează o ființă umană dintr-un loc în altul prin crearea unui duplicat fizic exact într-o anumită locație, moment în care conștiința persoanei respective este transmisă instantaneu, iar trupul original rămâne fără viață pe loc. Această metodă îl obligă pe Angier să găsească o cale de a ascunde trupurile originale ori de câte ori execută numărul. În jurnalul său, el numește aceste trupuri aproape neînsuflețite, „prestigiul”.
Angier se bucură de mare succes cu numărul său, iar Borden e tot mai furios și devine obsedat să-i descopere secretul. În timpul unei reprezentații, Borden se furișează în spatele scenei și oprește alimentarea cu curent electric pentru dispozitivul lui Angier, crezând că astfel va provoca un scurtcircuit și întregul teatru va lua foc. Rezultatul însă este că numărul de teleportare rămâne incomplet, atât Angier, cât și dublura sa supraviețuiesc ca indivizi separați. Dublura nu este completă fizic, în timp ce originalul Angier se simte tot mai slăbit fizic. Originalul Angier își înscenează propria moarte ca parte dintr-un plan anterior de a scăpa de identitatea sa de magician, și se întoarce ca moștenitor discret la Caldlow House, domeniul familiei sale. Începe o perioadă grea, în care se îmbolnăvește incurabil.
Angier descoperise secretul lui Borden (frații gemeni) înainte de accidentul care i-a creat dublura. Această dublură fantomatică se simte alienată de restul lumii și, măcinată de gândul răzbunării, îl atacă pe unul din gemenii Borden înainte de o reprezentație. Totuși, dublura are un înalt simț moral, la care se adaugă vârsta și sănătatea precară a lui Borden, așa că nu îl ucide. Se pare că tocmai acest geamăn Borden moare după doar câteva zile, iar „imaterialul” Angier pleacă în călătorie spre a-l cunoaște pe adevăratul Angier. Aici reușesc să intre în posesia jurnalului lui Borden, însă îl publică fără a dezvălui secretul gemenilor. Nu după mult timp, adevăratul Angier moare, iar dublura sa folosește pentru ultima dată dispozitivul lui Tesla ca să se teleporteze în trupul celui decedat, în speranța că fie îl va readuce la viață și va deveni din nou întreg, fie va muri și el, dar va fi totuși reîntregit prin moarte.
În ultima parte a romanului, ni se dezvăluie secretul lui Kate și Andrew. Andrew pătrunde în cripta familiei Angier, unde găsește toate trupurile neînsuflețite ale lui Rupert Angier („prestigiile” lui), cu etichete pe care sunt notate data și locul unde au fost create. Tot aici, Andrew găsește și prestigiul unui băiețel, pe nume Nicholas Julius Borden, locul nașterii sale fiind Caldlow House. Andrew înțelege că nu a avut niciodată un frate geamăn. Când Kate și Andrew erau copii, familiile lor s-au întâlnit în încercarea de a rezolva disputa. A izbucnit o ceartă, iar tatăl lui Kate l-a aruncat pe micul Nicholas Borden în dispozitivul lui Tesla, lăsându-l fără viață pe „prestigiul” Nicholas Borden și creând dublura ce avea să devină Andrew Westley. De asemenea, Kate și Andrew descoperă că tentativa lui Angier de a se reîntregi a reușit, o formă a lui Rupert Angier a continuat să trăiască în Caldlow House până în prezent.

## Receptare critică

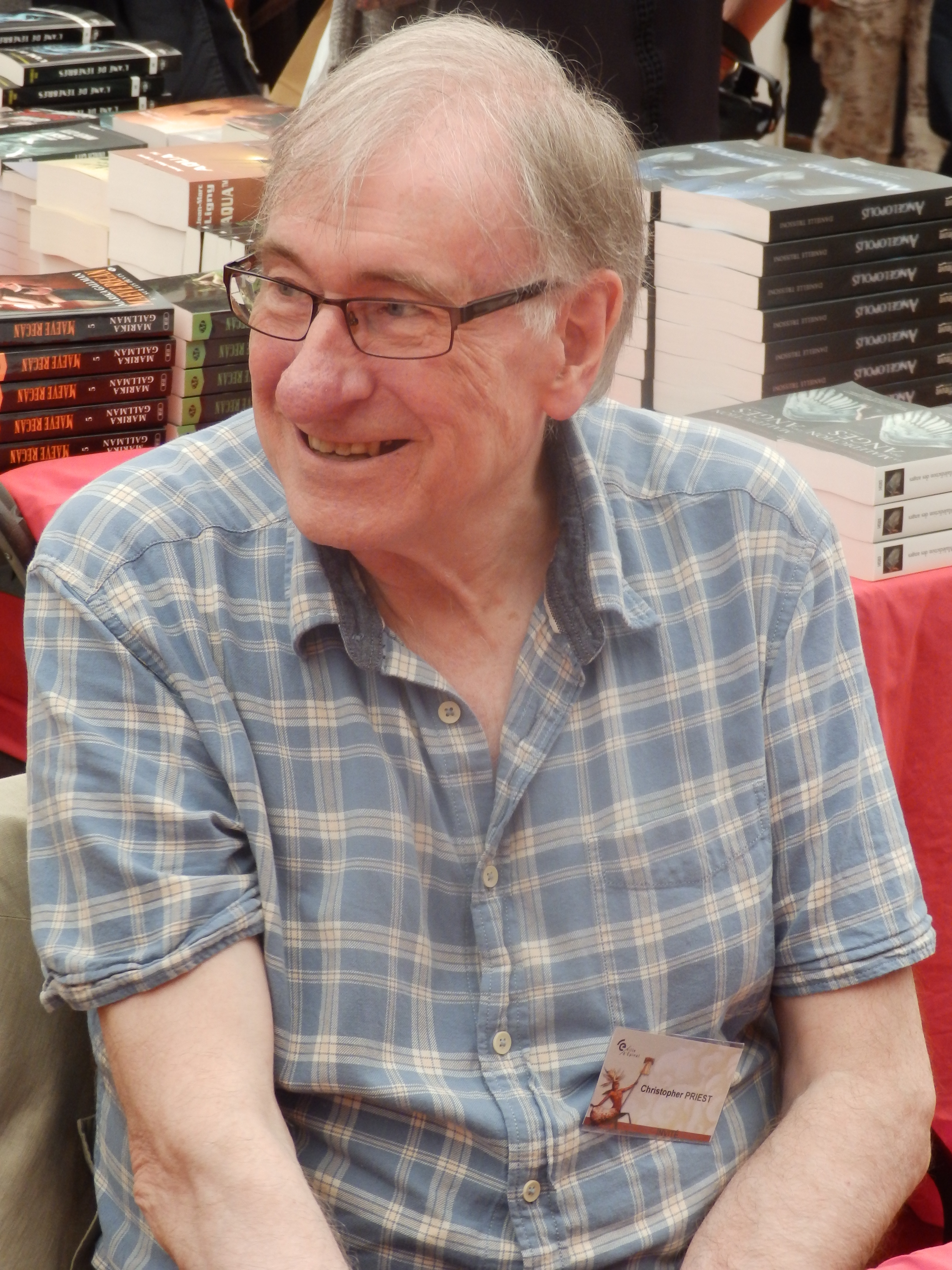
Christopher Priest, autorul romanului

În recenzia din 1996, David Langford consideră absolut normal ca cel mai recent roman al lui Christopher Priest să fie despre magie și magicieni. Priest folosește cu precădere arta disimulării, tehnici teatrale, care sunt, de asemenea, preferatele lui, „arta nu atât de a păcăli spectatorii, cât de a-i încuraja să se păcălească singuri”. Ultima parte a romanului este „bizară”, cu accente gotice mai degrabă decât science-fiction, încărcată de metafore. Se produc mai multe revelații, mai ales în privința consecințelor folosirii dispozitivului lui Tesla la nivel etic și moral, acel „prestigiu”, termen utilizat de ambii magicieni. „Trucul s-a terminat, și înainte și după, Priest își suflecă mânecile; cu mâinile curate, îți aruncă o privire sinceră. Și totuși... atunci îți dai seama că trebuie să mai citești o dată The Prestige. Este o reprezentație extraordinară, cea mai bună carte a sa în ani de zile, poate chiar cea mai bună dintotdeauna. O recomand.”
În Publishers Weekly s-a scris că The Prestige este „o poveste complexă și trebuie să fi fost greu să fie spusă în ordinea corectă și să și păstreze o doză de șoc pentru final. Priest a reușit asta cu o imaginație și un talent debordante. Totuși, este corect să adăugăm că turnura narativă a cărții este principala sa virtute. Personajele și întâmplările au o latură gotică pregnantă.”
Elizabeth Hand a scris că: „The Prestige are o anumită doză de umor negru”, cu doi prestidigitatori rivali în Londra sfârșitului de secol. Romanul abundă în mister, pe măsură ce se strâng tot mai multe indicii despre originea lui Andrew Westley, care ar putea fi sau nu înrudit cu Borden. Însă, în esență, „The Prestige este un roman horror, cu adevărat înspăimântător deoarece secretul este dezvăluit foarte încet și într-un limbaj splendid.” Când citești această carte, te întrebi cum de s-a putut, cu dorința crescândă de a vedea ce nou număr de magie urmează.
Adam Kirkman numește romanul „subapreciat”. Priest prezitnă povestea a doi magicieni și rivalitatea lor derulată la sfârșit de secol, o poveste sumbră și fascinantă totodată, despre doi oameni consumați de o obsesie ce îi va distruge în final. Filmul relaizat după carte abundă în indicii despre deznodământ, în timp ce romanul adoptă un stil mai subtil. Adevărata frumusețe a romanului o aduc personajele, conturate mai bine aici decât pe ecran, iar elementele magice creează o latură fantastică și înfricoșătoare. Kirkman recomandă cartea tuturor celor care au apreciat filmul omonim.
În recenzia din The Guardian s-a scris că „în spatele aparentelor trucuri și înșelăciuni, se află un roman inteligent și meditativ asupra naturii iluziilor și secretelor, un roman despre prejudiciul adus celor care păstrează astfel de secrete periculoase.”
În Kliatt a fost publicată o recenzie despre versiunea audiobook a romanului, narată de Simon Vance. Romanul este considerat „un thriller neo-gotic fascinant și original”, care transportă ascultătorul de pe scena iluziilor în lumea de dincolo, din nuanța istorică în zona horror, cu multe opriri bizare și năucitoare pe parcurs. Intriga se construiește în jurul a numeroase personaje și are naratori multipli. Versiunea interpretată de Vance gradează minunat acțiunea romanului, cu voci și accente personalizate mai mult decât convingătoare.

## Premii și nominalizări
În 1995, The Prestige a fost nominalizat la British Fantasy Award. Anul 1996 a adus alte două nominalizări, la Premiul Bram Stoker și la Premiul Arthur C. Clarke. Tot în 1996, romanul a obținut Premiul World Fantasy pentru cel mai bun roman. Un alt premiu obținut este James Tait Black Memorial Prize, în 1995, premiu ce se acordă operelor literare scrise în limba engleză. 

## Adaptare cinematografică
O adaptare cinematografică în regia lui Christopher Nolan a fost lansată pe 20 octombrie 2006 în SUA. În rolurile principale au fost Christian Bale (Borden) și Hugh Jackman (Angier), alături de Michael Caine, Scarlett Johansson și David Bowie. Scenariul a fost adaptat după roman de Christopher și Jonathan Nolan.